# Norbert Goeneutte

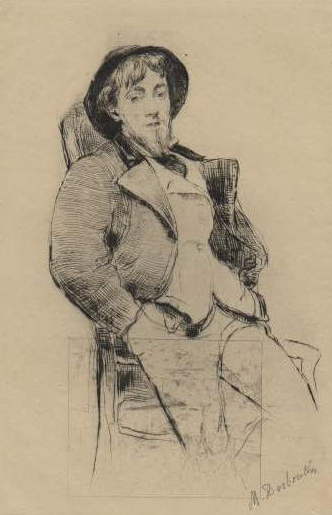
Gœneutte, door Marcellin Desboutin

Norbert Goeneutte (Parijs, 23 juli 1854 – Auvers-sur-Oise, 9 oktober 1894) was een Frans kunstschilder. Hij wordt gerekend tot het impressionisme.

## Leven en werk
Goeneutte ging na zijn middelbareschooltijd in 1871 werken als kandidaat-notaris, maar voelde zich in dat werk erg ongelukkig. Hij wist zijn moeder te overreden hem toe te staan in 1875 een studie te beginnen aan de École nationale supérieure des beaux-arts en koos voor een loopbaan als kunstschilder. Naast zijn studie ging hij in de leer bij Isodor Pils en Henri Lehmann, maar hij zette zich af tegen hun academische opvattingen. Hij sloot zich aan bij de impressionisten en was een regelmatige gast in het Café de la Nouvelle Athènes, waar hij Édouard Manet en Auguste Renoir leerde kennen. Goeneutte is ook op diverse schilderijen van Renoir te zien, onder andere op diens bekende Le Moulin de la Galette, waar hij met hoge hoed voor aan het tafeltje zit. Hij was bevriend met Frédéric Samuel Cordey.
Goeneutte stelde in 1876 voor het eerst werk tentoon in de Parijse salon. In 1889 exposeerde hij op de Wereldtentoonstelling van 1889. Na zijn dood werd nog werk van hem geëxposeerd op de Salon d'Automne.
Goeneutte maakte diverse reizen, onder andere in 1880 naar Londen en in 1887 naar Rotterdam. Rond die tijd kreeg hij tuberculose en maakte een reis naar Venetië om er te kuren. Uiteindelijk vestigde hij zich op aanraden van zijn behandelend arts Paul Gachet in Auvers-sur-Oise. Zijn gezondheid ging vervolgens snel achteruit, hij raakte in financiële problemen, maar door de steun van zijn broer kon hij zijn artistieke carrière nog enige tijd blijven voortzetten. In 1894 kwam hij te overlijden, net veertig jaar oud.
Werk van Goeneutte is onder andere te zien in het Musée du Louvre, het Musée d'Orsay, de National Gallery of Canada, de National Gallery en Tate Gallery te Londen, het Musée Carnavalet, de New York Public Library en het Palais du Luxembourg.

## Galerij

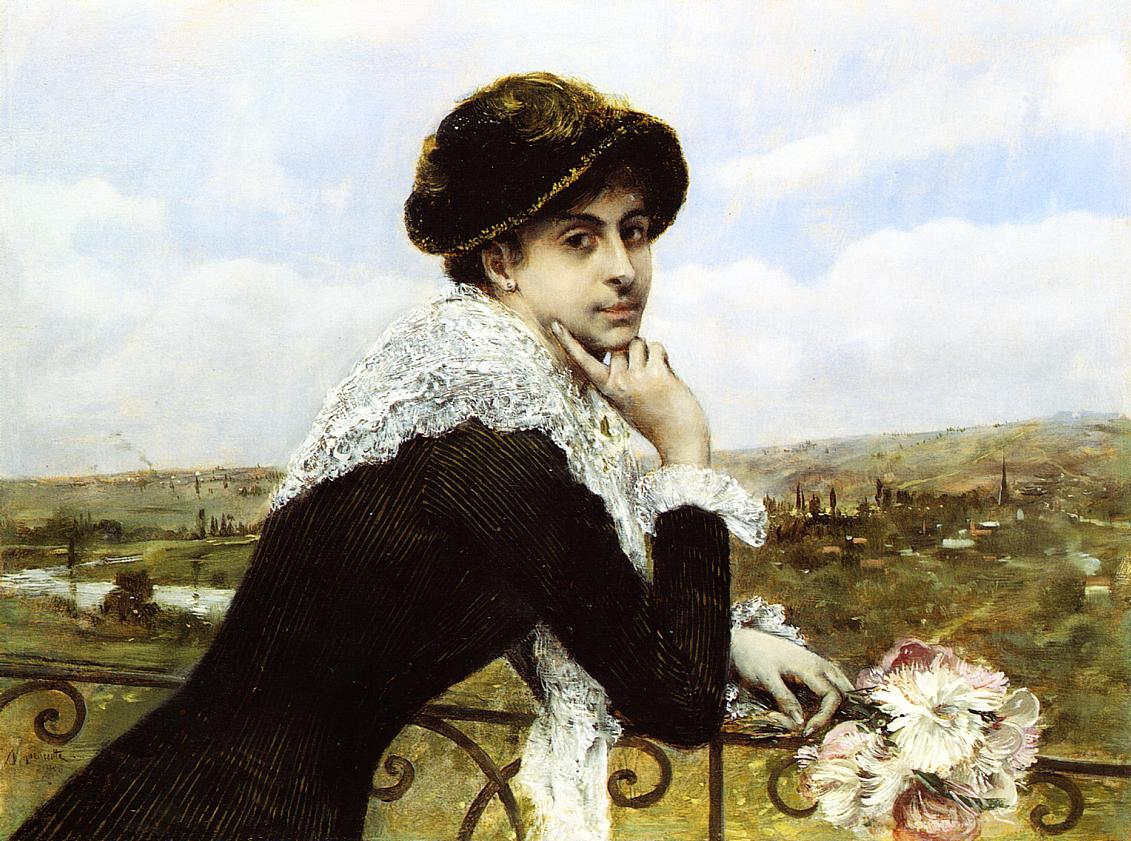
Vrouw op het balkon
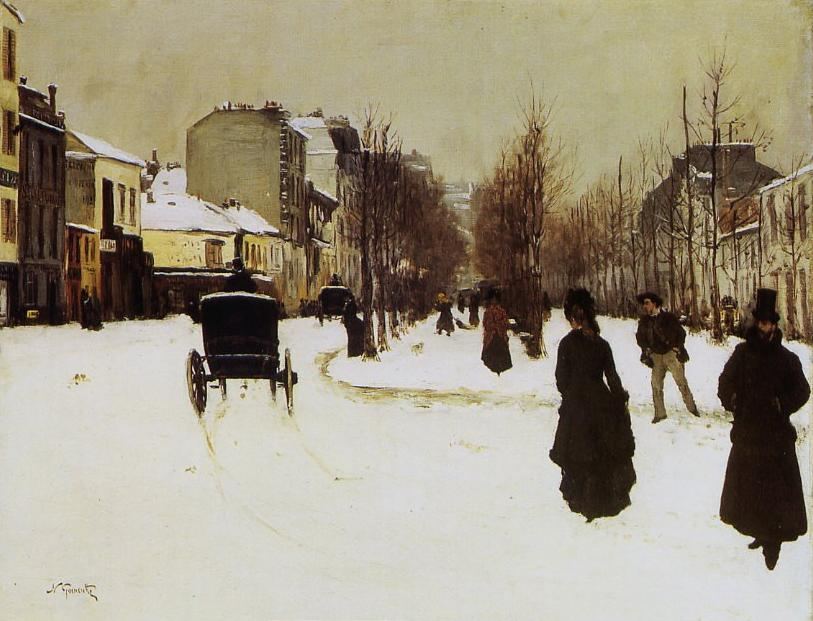
De Boulevard de Clichy in de sneeuw
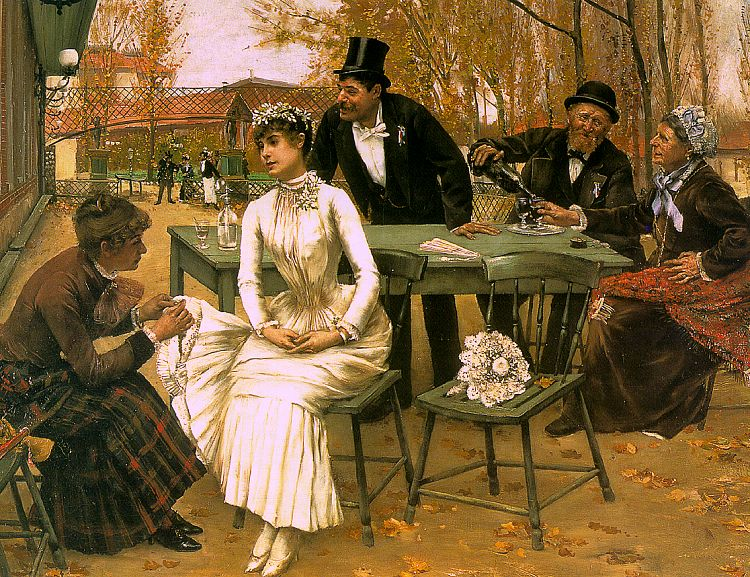
De eerste traan
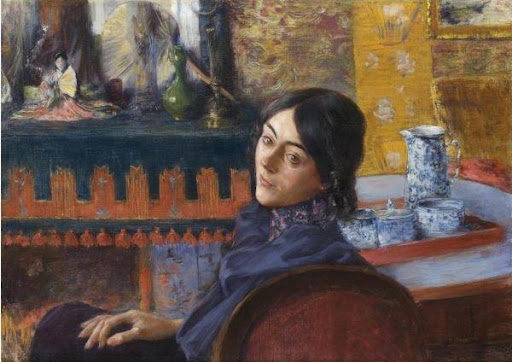
De Japanse salon
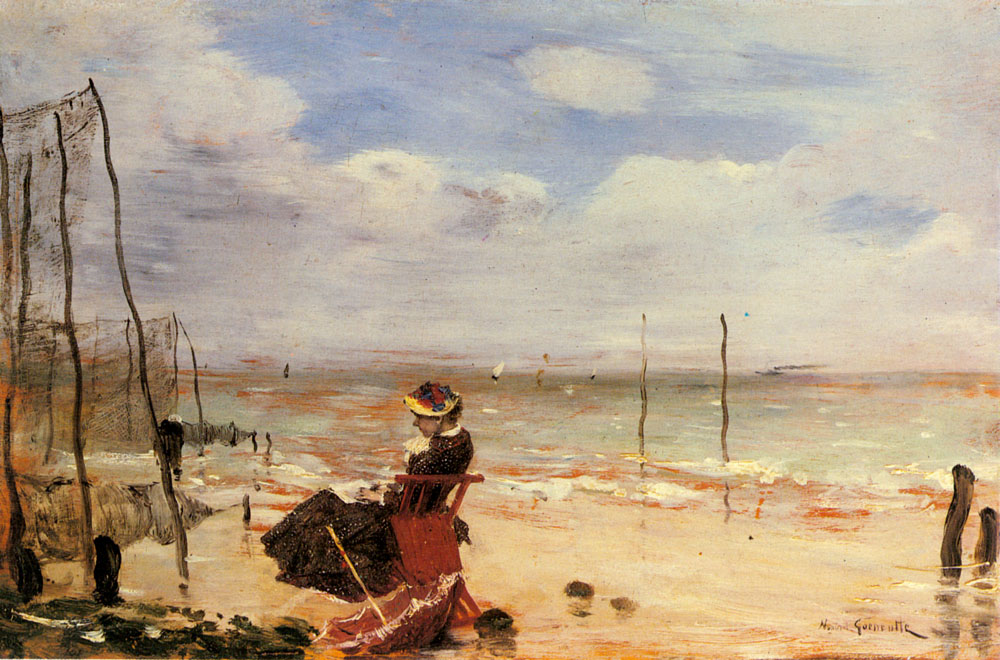
Vrouw op het strand
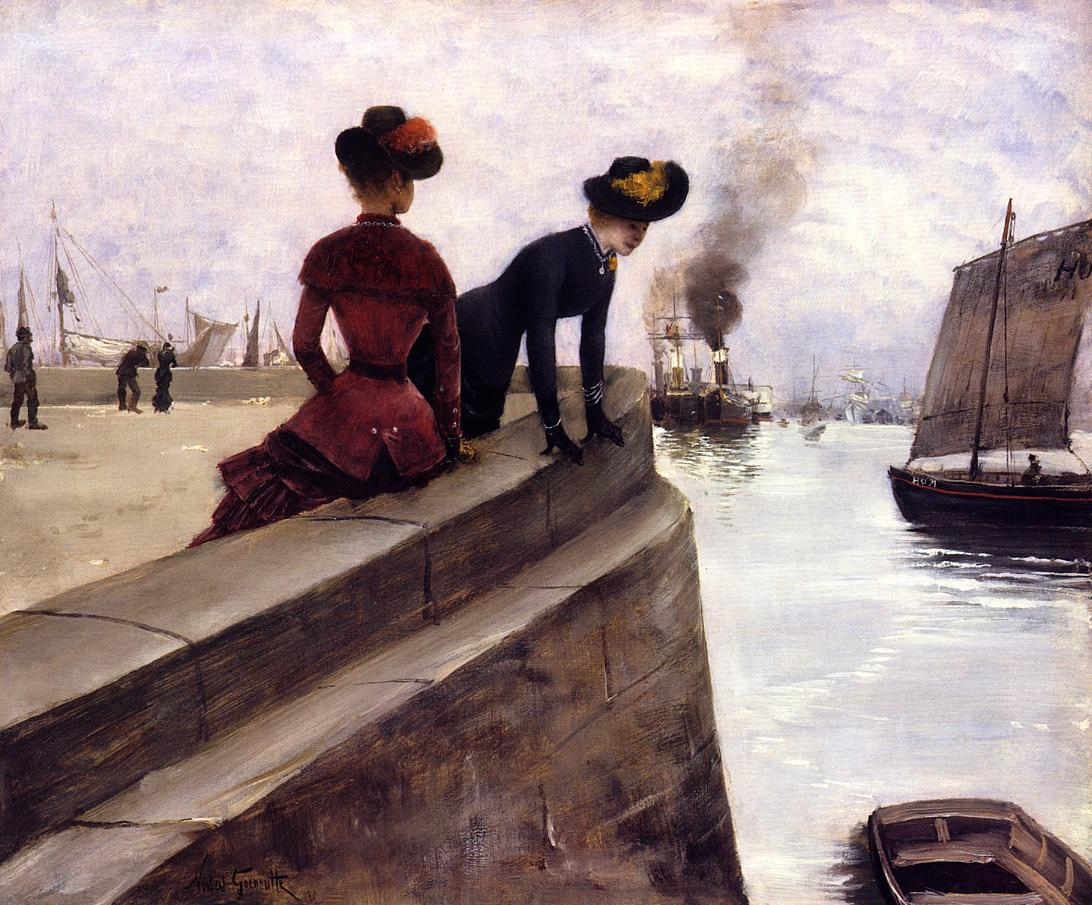
Over de railing, Le Havre
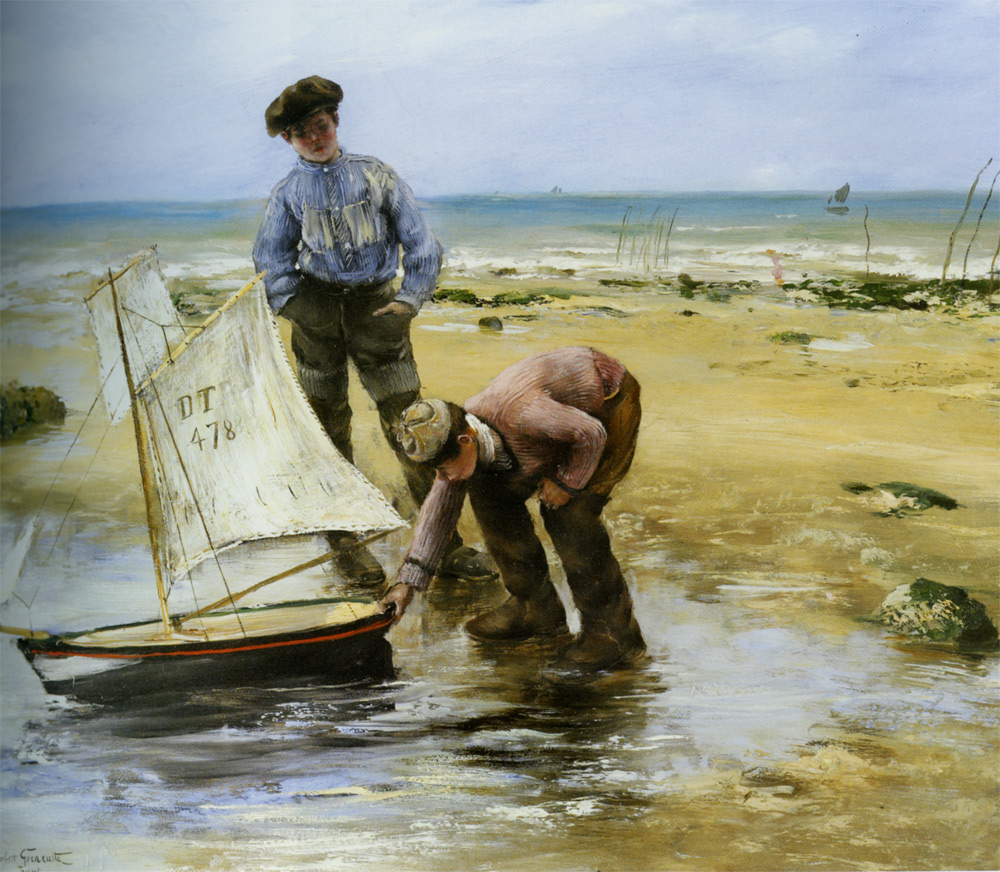
Kinderen spelen op het strand
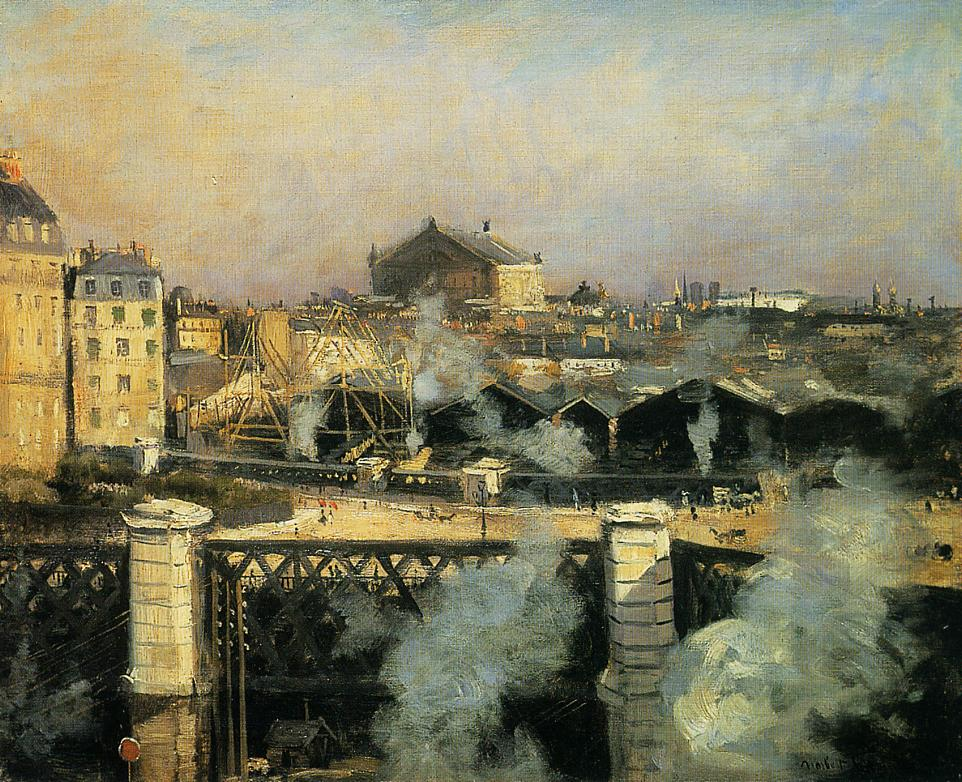
De Europabrug en het Gare Saint-Lazare
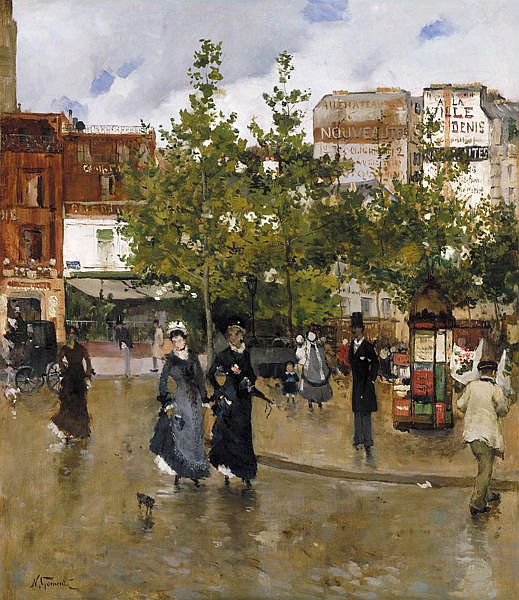
Elegante vrouwen op de Place Clichy
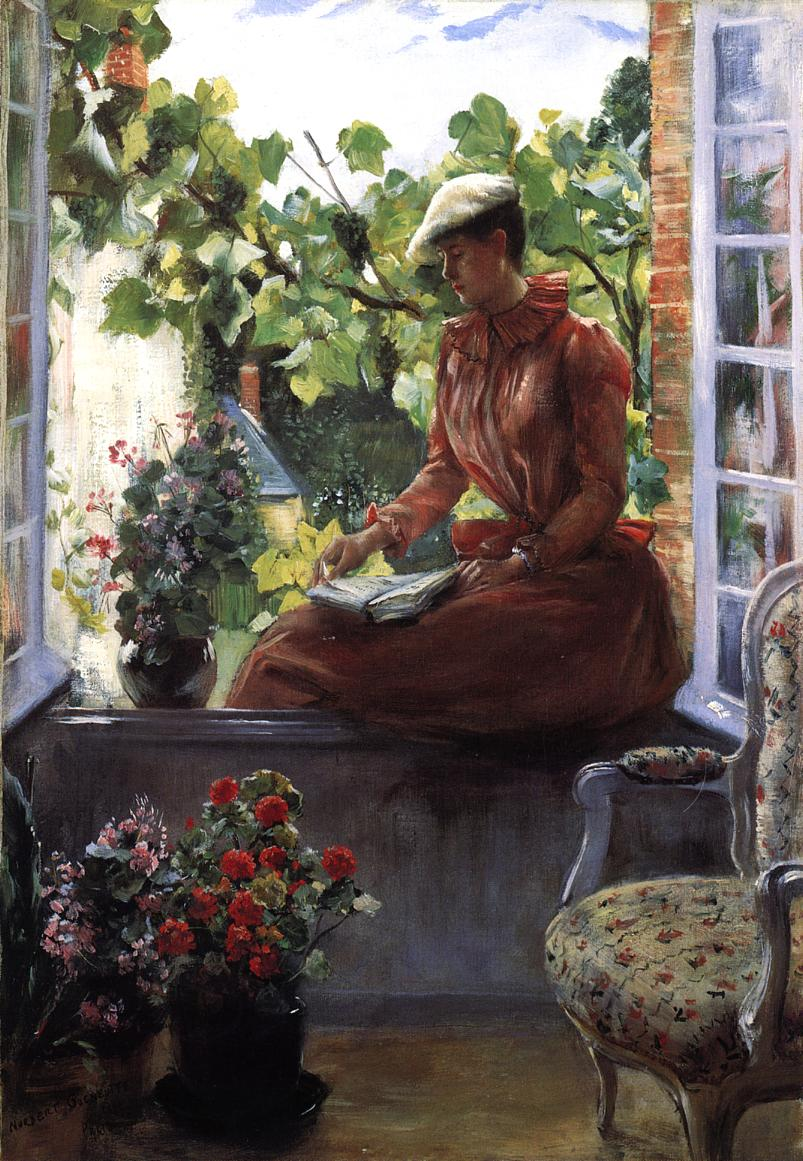
Anna Gœneutte met baret
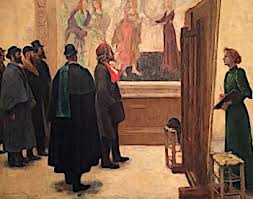
Marcellin Desboutin et ses amis au musée du Louvre devant une fresque de Botticelli